# جیمز لوید کارولین (ماساچوست)
جیمز لوید کارولین ماساچوست (به انگلیسی: James Lloyd of Massachusetts) سناتور سابق عضو حزب ملی جمهوری‌خواه بود. وی در سال ۱۸۰۸ تا ۱۸۱۳ و ۱۸۲۲ تا ۱۸۲۴ و ۱۸۲۴ تا ۱۸۲۶ میلادی سناتور ایالت ماساچوست در سنای ایالات متحده آمریکا بود.